# Louis Berthomme Saint-André
Louis Berthomme Saint-André fue un pintor, litógrafo e ilustrador francés, nacido el 4 de febrero de 1905 en Barbery (Oise) y fallecido el 1 de octubre de 1977 en París.

## Datos biográficos

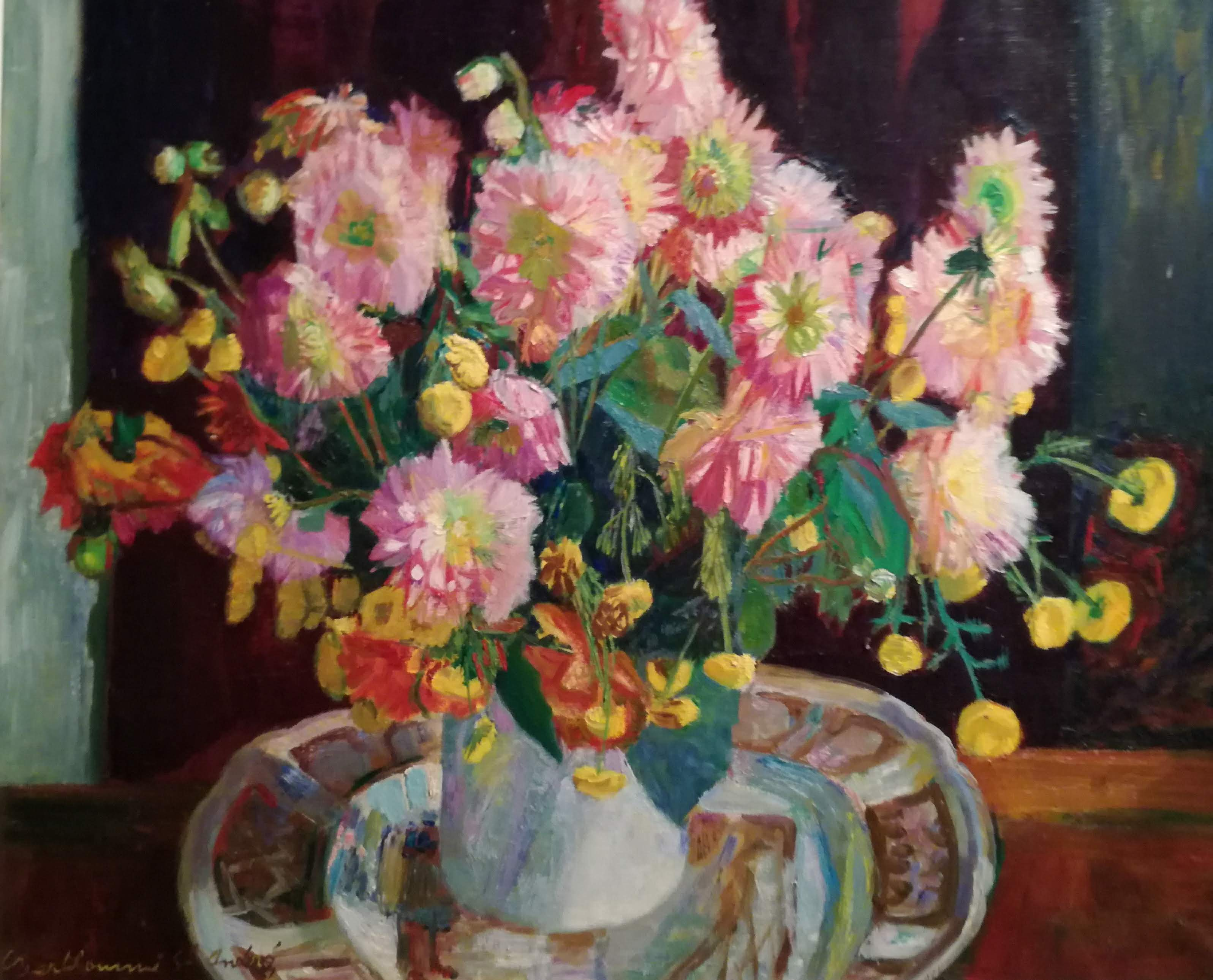
Naturaleza muerta no datada de Louis Berthommé Saint-André (museo de Santas)

Louis Berthomme Saint-André pasó su infancia en Santas. Fue alumno de Georges Naud, responsable de los monumentos históricos de la Charente Inferior (actualmente Charente Maritime). Después, en 1921, fue alumno de Fernand Cormon y de Jean-Paul Laurens en la Escuela de Bellas Artes de París.
Obtuvo medalla de plata en  Salón de los artistas franceses donde expuso de 1924 a 1929. Obtuvo también una beca del gobierno de Argelia.
Laureado con el Premio Abd-el-Tif en 1925 fue el más joven inquilino de la villa de Argel. Amigo de Jean Launois, pintó Argel y la Kasbah. Sus estudios de mujeres recuerdan aquellos de Eugène Delacroix.
Autor de numerosos carteles, pintó sobre todo, además de sus telas argelinas, paisajes de Haut-Provence, y de Isla de Francia. Se le consideró el más modernista de los pintores de Abd-el-Tif de su generación. Dibujó ilustraciones eróticas para de las obras de Paul Verlaine, Guillaume Apollinaire, Charles Baudelaire, Denis Diderot, Voltaire, Alfred de Musset, Jean-Louis Miège y otros.
Como André Hamburgo, entró en la  Resistencia. Viajó por  África subsahariana en 1970, en Senegal como parte de la ''Cooperación artística''. Murió súbitamente en su domicilio parisiense el 1º de octubre de 1977.

## Exposiciones colectivas
- Salon des artistes français, París, de 1924 a 1929.
- Artistes algériens et orientalistes, Argelia, 1927.
- Salón de Otoño, París, 1928.[1]
- Salón de la Société nationale des beaux-arts, Paris, 1934, 1935, 1936.[1]
- Salon des Tuileries, París, a partir de 1935.[1]
- Salon des peintres témoins de leur temps, 1956, 1977.
- Salon Comparaisons, París, a partir de 1956.[1]
- Exposición del Cercle algérianiste, Versalles, 1992.

## Distinciones
- Oficial de la Legión de Honor